# رضا رومي
رضا أحمد رومي هو محلل سياسي باكستاني، وصَحَفِيّ وكاتب. كما أنّه عضو هيئة التدريس في معهد كورنل للشؤون العامة وقد درّس في وقتٍ سابق في كليّة إيثاكا وجامعة نيويورك. كان الرومي زميلًا في مؤسسة نيو أمريكا (2014)؛ ومعهد الولايات المتحدة للسلام (من أيلول 2014 وحتّى آذار 2015) وعضو زميل في الصندوق الوطني للديمقراطية.
انتسب رضا كصحفي إلى صحيفة الديلي تايمز (باكستان). وعمل فيما مضى مع جريدة فرايدي تايمز، كانت أوّل صحيفة أسبوعيّة ليبراليّة باكستانيّة عمل فيها بمثابة كاتب ومحرّر لعقدٍ من الزمن. رضا هو أيضًا معلّق تلفزيوني للعديد من الإذاعات التي تشمل فورجين بوليسي، هافينغتون بوست، نيويورك تايمز، ذي ديبلومات، فير أوبسيرفر، سي إن إن، الجزيرة، ديلي أو، سكورال إنديا، ذي هندو، انديان إكسبريس، ذي نيوز، داون وإكسبريس تريبون.
عمل أيضًا في باكستان في وسائل الإعلام الإذاعيّة كمحلّل واستُضِيف في برامج حواريّة في تلفزيون كابيتال وإكسبريس نيوز. وكان رضا أيضًا مديرًا في معهد جناح Jinnah Institute، وهو مركز أبحاث في السياسة العامة ومدير تنفيذي لشبكة العدالة، وهي ائتلاف من المنظّمات غير الحكومية.
قبل انضمامه إلى الصحافة والشؤون العامة، عمل رضا في بنك التنمية الآسيوي كمتخصّص حوكمة (في شؤون الحكم). شملت مجالات تركيزه اللامركزية، والوصول إلى العدالة، والتطوير المؤسَّسي، وقاد مشاريع في العديد من بلدان جنوب وجنوب شرق آسيا. وفي مصرف التنميّة الآسيوي، قام أيضًا بتحرير كتابين عن الإدارة العامة وصنع الموازنة التشاركيّة. وفيما بعد، عمل رضا كخبيرٍ دوليّ في التطوير والتنميّة، وعمل أيضًا على تصميم وتنفيذ مشاريع لإدارة التنميّة الدوليّة بالمملكة المتحدة، وبرنامج التنميّة بالأمم المتّحدة UNDP، وصندوق إغاثة الأطفال في الأمم المتّحدة UNICEF ، وغيرها. [بحاجة لمصدر] وحتّى وقتٍ قريب، كان رضا يقود أيضًا شبكة مدارس ومعاهد آسيا والمحيط الهادئ في الإدارة العامة والحوكمة. غطّت أوراقه الأكاديمية مجالاتٍ عديدةٍ مثل الفيدراليّة، وخيارات السياسة العامة، والوصول إلى العدالة، وحقوق المواطن إلخ.
وسّع رضا عمله كممارس للسياسة العامة في الخدمات الإداريّة للحكومة الباكستانيّة ومبعوث من قبل الأمم المتحدة لحفظ السلام في كوسوفو حيث عمل كرئيس بلدية مسؤول عن الحكم المحلي. وفي عام 1994، دخل الخدمة العامة (المدنية) الباكستانية بعد أن تفوّق في امتحان مسابقة شمل أرجاء البلاد كلها.

## التعليم
يحمل رضا درجة البكالوريوس في الاقتصاد ودرجة الماجستير في التخطيط الاجتماعي، وكلاهما من كلية لندن للاقتصاد.

## السيرة
بدأ رضا سريته المهنيّة في حكومة باكستان كموظف في الخدمات الإداريّة. كان مساعد المفوّض، والقاضي الفرعي للشعبة في موري Murree.
في عام 2000، تمّ اختياره من قبل بعثة الأمم المتحدة في كوسوفو كمسؤول الشؤون المدنيّة ومهام الإدارة البلديّة الأخرى.
في عام 2002، انضمّ إلى بنك التنمية الآسيوي كمتخصّص حوكمة (في شؤون الحكم).
في عام 2008، عاد رضا إلى باكستان في يوم ساباتيكال (بالإنجليزية: Sabbatical) وانضم إلى صحيفة ’’ذي فرايدي تايمز The Friday Times‘‘ كمحرّر مقالات. وبعد فترةٍ وجيزة، عُيّن بمنصب مكتب الأخبار وكان محرّر الأخبار ومقالات لبضع سنوات. وهو لا يزال في لجنة تحرير الصحيفة ويعمل كرئيس تحرير استشاري/مكلّف.
منذ عام 2010، كان رضا معلّق دائم على التلفزيون الباكستاني. في عام 2013، استُضيف في برنامجٍ حواريٍّ للأخبار اليومية على قناة Capital TV بعنوان Seedhi Baat. وفي يناير 2014 انضمّ إلى إكسبريس نيوز حيث كان يقدّم برنامجًا للأخبار اليومية ’’Khabar Sey Agay‘‘.
في عام 2012، أصبح الرومي مديرًا لمعهد جناح Jinnah Institute، وهو مركز أبحاثٍ في السياسة العامة.
وهو أيضًا عضو هيئة التدريس في معهد كورنل للشؤون العامة وقد درّس في وقت سابق في كلية إيثاكا وجامعة نيويورك. وكان الرومي زميلًا في مؤسسة نيو أمريكا ومعهد الولايات المتحدة للسلام وعضو زميل في الصندوق الوطني للديمقراطيّة. وهو لا يزال زميلًا غير مقيم في مركز بيركلي للدين والسلام والشؤون العالمية.

## محاولة اغتياله
في 28 مارس/ آذار 2014، تعرّض رضا للهجوم من قبل مجموعةٍ من المعتدين الذين أُفيد حسب الإشاعات بأنّهم أعضاء في عسكر جنجوي Lashkar-e-Jhangvi التابعة لحركة طالبان، بسبب وجهات نظره المناهضة للحركة. ونجا رضا من الهجوم، لكن قُتِل سائقه مصطفى. كتب المدير السابق لـ هيومن رايتس ووتش عن هذه الحادثة: «بأعجوبة، نجا سالمًا من وابل الرصاص الذي استهدفه. رضا الآن في مكان آمن، خارج باكستان. لم يكن لديه خيارٌ سوى المغادرة كما شعرت السلطات ليس هناك أي إحراج في إبلاغه بأنّهم لا يستطيعون ضمان حياته إذا خرج من منزله في لاهور، وبعد ذلك بعدّة أسابيع، قبضت الشرطة على القتلة المحتملين الذين ينتمون إلى عسكر جنجوي التابعة لحركة طالبان. لكن الاحتجاز لدى الشرطة لا يحدّ من قوة هؤلاء الإرهابيين ولا الإفلات من العقاب الذي يقتلون به.»